# The Definitive Collection (album Abby)
The Definitive Collection – kompilacja szwedzkiego zespołu ABBA wydana w 2001. Płyta zawiera wszystkie single wydane przez kwartet podczas swojego istnienia. Rok po wydaniu płyty, dołączono DVD z teledyskami ABBY.
W 2003, album został sklasyfikowany na 180 miejscu w Liście 500 albumów wszech czasów magazynu Rolling Stone.

## Lista piosenek

### Płyta I
1. „People Need Love” – 2:45
2. „He Is Your Brother” – 3:18
3. „Ring Ring” – 3:04
4. „Love Isn’t Easy (But It Sure Is Hard Enough)” – 2:53
5. „Waterloo” – 2:47
6. „Honey, Honey” – 2:55
7. „So Long” – 3:05
8. „I Do, I Do, I Do, I Do, I Do” – 3:16
9. „SOS” – 3:20
10. „Mamma Mia” – 3:32
11. „Fernando” – 4:14
12. „Dancing Queen” – 3:51
13. „Money, Money, Money” – 3:05
14. „Knowing Me, Knowing You” – 4:01
15. „The Name of the Game” – 4:52
16. „Take a Chance on Me” – 4:05
17. „Eagle” – 4:27
18. „Summer Night City” – 3:35
19. „Chiquitita” – 5:24
20. „Does Your Mother Know” – 3:13
21. „Rock Me” – 3:08 (utwór dodatkowy)
22. „Hasta Mañana – 3:11 (utwór dodatkowy)

### Płyta II
1. „Voulez-Vous” – 5:08
2. „Angeleyes” – 4:19
3. „Gimme! Gimme! Gimme! (A Man After Midnight)” – 4:50
4. „I Have a Dream” – 4:42
5. „The Winner Takes It All” – 4:56
6. „Super Trouper” – 4:13
7. „On and On and On” – 3:42
8. „Lay All Your Love on Me” – 4:34
9. „One Of Us” – 3:56
10. „When All Is Said and Done” – 3:17
11. „Head Over Heels” – 3:47
12. „The Visitors” – 5:46
13. „The Day Before You Came” – 5:51
14. „Under Attack” – 3:47
15. „Thank You for the Music” – 3:51
16. „Ring Ring” (UK Single Remix, 1974) – 3:10 (utwór dodatkowy)
17. „Voulez-Vous” (Extended Remix, 1979 US Promo) – 6:07 (utwór dodatkowy)

### DVD
1. „Waterloo” – 2:47
2. „Ring Ring” – 3:04
3. „Mamma Mia” – 3:32
4. „SOS” – 3:20
5. „Bang-A-Boomerang” – 2:50
6. „I Do, I Do, I Do, I Do, I Do” – 3:16
7. „Fernando” – 4:14
8. „Dancing Queen” – 3:51
9. „Money, Money, Money” – 3:05
10. „Knowing Me, Knowing You” – 4:01
11. „That’s Me” – 3:16
12. „The Name of the Game” – 4:52
13. „Take a Chance on Me” – 4:05
14. „Eagle” – 4:27
15. „One Man, One Woman” – 4:37
16. „Thank You for the Music” – 3:51
17. „Summer Night City” – 3:35
18. „Chiquitita” – 5:24
19. „Does Your Mother Know” – 3:13
20. „Voulez-Vous” – 5:08
21. „Gimme! Gimme! Gimme! (A Man After Midnight)” – 4:50
22. „On and On and On” – 3:42
23. „The Winner Takes It All” – 4:56
24. „Super Trouper” – 4:13
25. „Happy New Year” – 4:23
26. „When All Is Said and Done” – 3:17
27. „One Of Us” – 3:56
28. „Head Over Heels” – 3:47
29. „The Day Before You Came” – 5:51
30. „Under Attack” – 3:47
31. „When I Kissed The Teacher” – 3:01
32. „Estoy Sonando” (I Have A Dream) – 4:45
33. „Felicidad” (Happy New Year) – 4:23
34. „No Hay A Quien Culpar” (When All Is Said And Done) – 3:17
35. „Dancing Queen” (Live at the Swedish Royal Opera)

## Pozycje na listach i statut
Listy albumów
| Rok  | Kraj            | Pozycja |
| ---- | --------------- | ------- |
| 2003 | Australia       | 10      |
| 2001 | Dania           | 3       |
| 2003 | Niemcy          | 14      |
| 2002 | Nowa Zelandia   | 9       |
| 2002 | Norwegia        | 8       |
| 2001 | Wielka Brytania | 17      |
| 2004 | Szwecja         | 26      |
| 2001 | USA             | 186     |

Statut
| Kraj          | Statut     | Sprzedaż |
| ------------- | ---------- | -------- |
| Australia     | 2xPlatinum | 140 000+ |
| Niemcy        | 2xPlatinum | 600 000+ |
| Nowa Zelandia | Platinum   | 15 000+  |